# طبر
الطبر (من الكلمة الفارسية تبر )هو نوع قديم من الأسلحة كان يُستخدم قديماً ويُشبه الفأس، كانت تستخدمه بلاد فارس وأرمينيا، كانت تُسميه بلاد فارس الطبرزين وهو نوع من الفؤوس، وهي من آلات القتال، كما كان الطبر أحد الأسلحة الرئيسية في القرن السابع عشر والقرن الثامن عشر في شبه القارة الهندية.

## صور

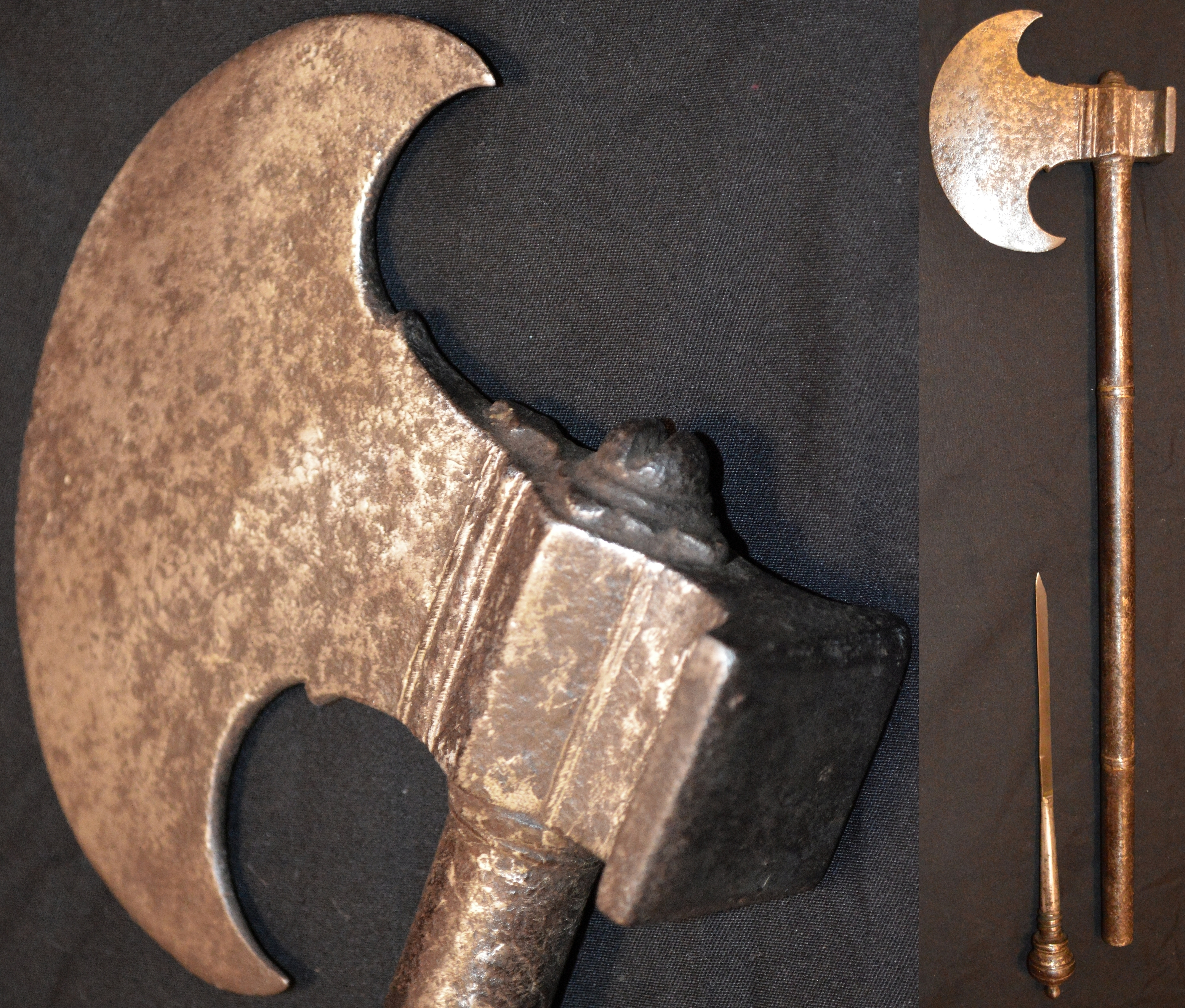
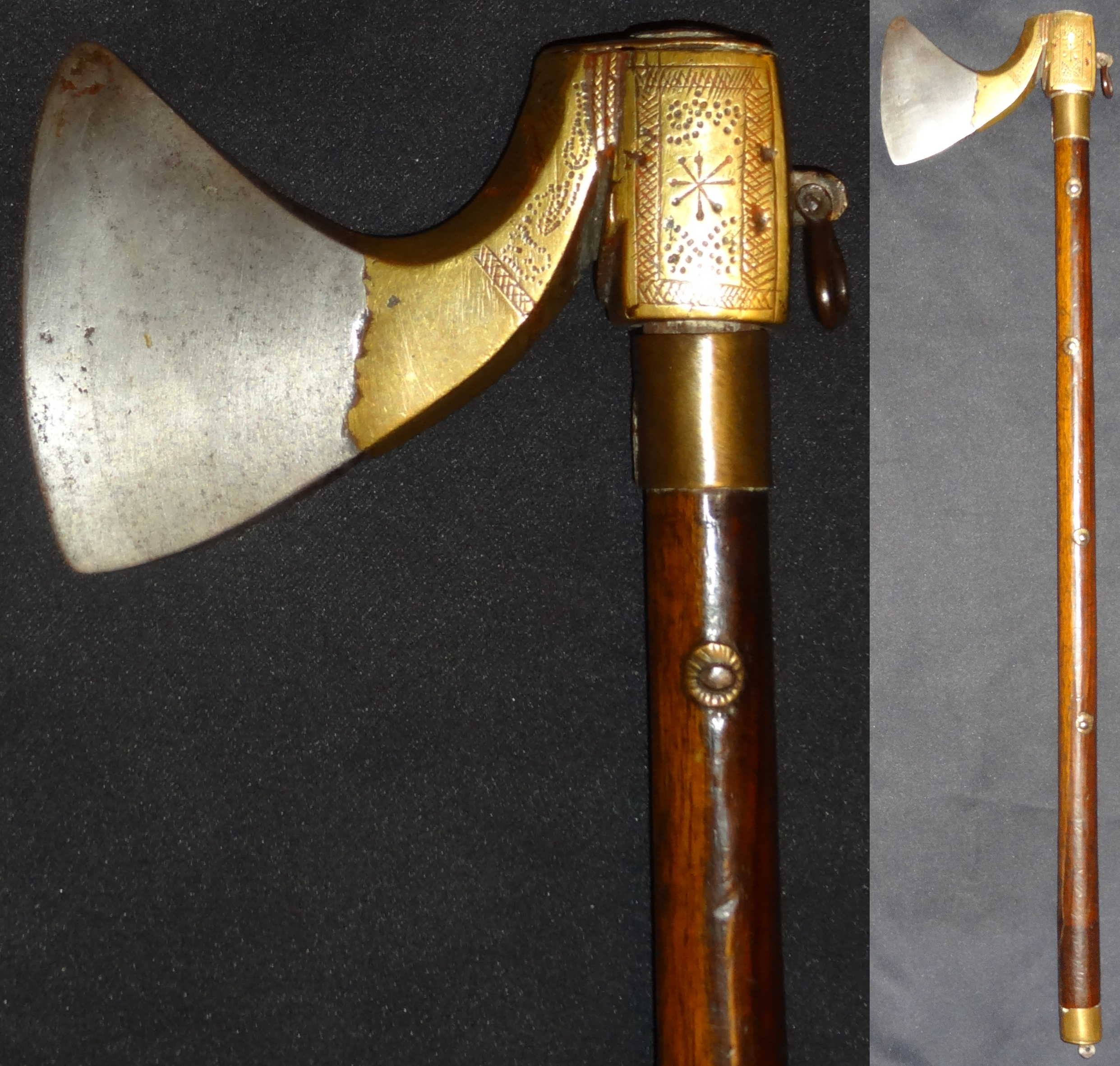
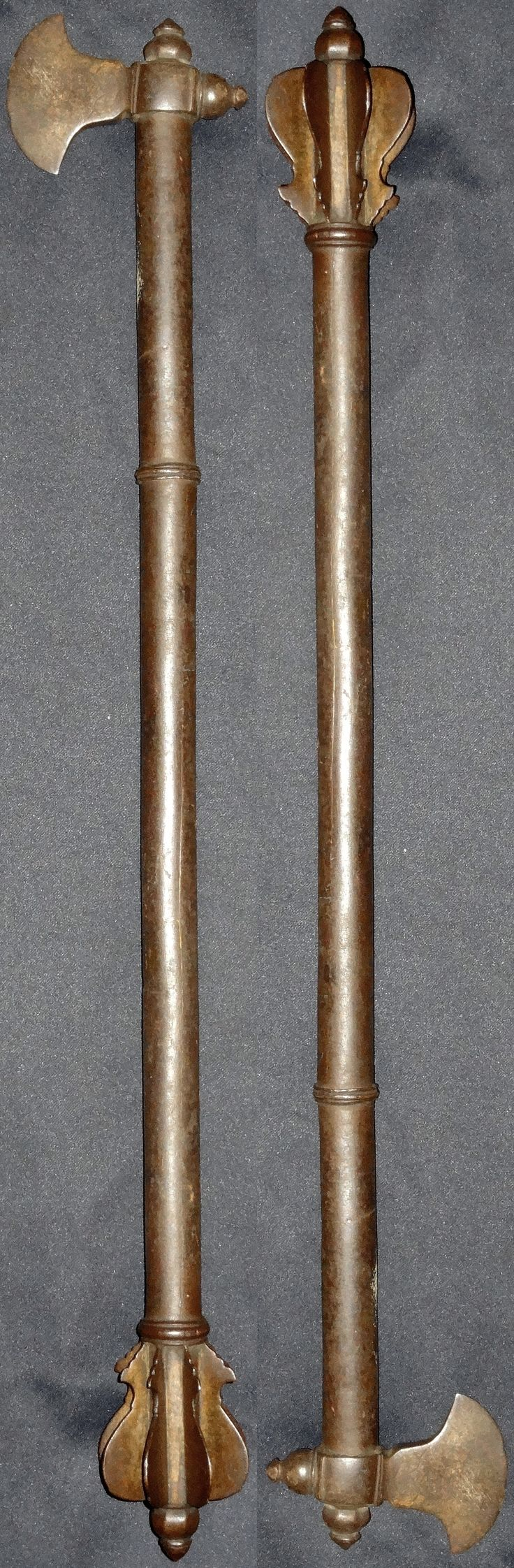